# Komakino
Singles de Joy Division
Love Will Tear Us Apart
(1980) Atmosphere/She's Lost Control
(1980)
Komakino est une chanson du groupe britannique Joy Division, sortie en juillet 1980 sur le single du même nom par le label Factory.
Le flexi disc en format 45 tours a été donné gratuitement dans quelques magasins de musique. 75 000 exemplaires ont été pressées.
Les pistes sont des outtakes de la session d'enregistrement de l'album Closer.
Les faces B, Incubation et As You Said, sont toutes deux instrumentales.
Komakino et Incubation apparaissent sur la compilation Substance parue en 1988 et As You Said a été ajoutée à la réédition allongée de l'album en 2015. Tous les morceaux sont aussi sur la compilation en 4 CD Heart and Soul.

## Liste des pistes
Toutes les pistes sont composées par Joy Division (Ian Curtis, Peter Hook, Stephen Morris and Bernard Sumner).
Face A
| No | Titre    | Durée |
| -- | -------- | ----- |
| 1. | Komakino | 3:40  |

Face B
| No | Titre       | Durée |
| -- | ----------- | ----- |
| 1. | Incubation  | 2:50  |
| 2. | As You Said | 1:55  |